# Homer and Apu
Homer and Apu, llamado Homer y Apu en España y Homero y Apu en Latinoamérica, es un episodio perteneciente a la quinta temporada de la serie animada Los Simpson, emitido originalmente el 10 de febrero de 1994. El episodio fue escrito por Greg Daniels y dirigido por Mark Kirkland. James Woods fue la estrella invitada. En este episodio, Apu es despedido del Kwik-E-Mart (después de intoxicar a Homer con comida caducada), decide compensar a los Simpson y recuperar su tienda.

## Sinopsis
Todo comienza cuando Homer va al Kwik-E-Mart de Apu y compra un jamón vencido (caducado en 1989) que Apu había puesto en la sección de ofertas a sólo 10 centavos. Homer empieza a sentirse mal y termina en el hospital. Cuando se recupera, Homer vuelve y reclama a Apu por el jamón, quien en compensación, le ofrece seis kilos de camarones sin refrigerar. Homer acepta la oferta del dependiente y vuelve a enfermarse. 
Mientras se recupera por segunda vez, Homer ve junto a Lisa el programa Bite Back, conducido por Kent Brockman, donde invitan al público a realizar una denuncia de quejas como consumidor. Lisa le sugiere a Homer enviar su denuncia a Kent Brockman, quien acepta ayudar a Homer. Durante la investigación, Homer rechaza utilizar un micrófono oculto, pero acepta utilizar una cámara oculta dentro de un sombrero para realizar investigar el Kwik-E-Mart. Al entrar, Apu no sospecha nada, pero le hace creer a Homer que tiene una abeja dentro (confundiendo el sonido de la lente de la cámara con el zumbido de una abeja). Asustado, Homer tira el sombrero al suelo y sale del Kwik-E-Mart. Sin embargo, la cámara sigue filmando y graba cómo Apu cocina las salchichas sucias que caen al piso para su venta. Cuando el programa sale en TV, Apu es expuesto y despedido. Luego de muchas entrevistas de trabajo, es reemplazado por el actor James Woods. 
Apu se siente desolado, culpa a Homer, acude a casa de los Simpson con los brazos extendidos, Homer se asusta de que vaya a estrangularlo y finge que él no sabía que tenía una cámara oculta, pero Apu le explica que hace esa pose porque en su país es una muestra de disculpa y luego compensa las cosas. Homer acepta y le permite cocinar y limpiar para la familia. Apu realiza buenas contribuciones dentro de la familia en su organización y en sus compras, además de enseñarles su cultura y tradiciones. A pesar de las apariencias, Apu sigue sintiéndose triste y extraña su trabajo en el Kwik-E-Mart, por lo que Homer decide ayudarlo acompañándolo a la India, en donde asisten a la central de los mini-supermercados. La tienda, atendida por "El Maestro que lo sabe todo", se encuentra en la cima de una montaña, y este responde sólo tres preguntas. Apu solo necesitaba una, pero Homer inconscientemente desperdicia las tres preguntas, haciendo que el Maestro los corra de su tienda, haciendo que Apu no consiga su ayuda. Al final, Apu extiende los brazos hacia Homer para estrangularlo por desperdiciar las preguntas y Homer piensa que se está disculpándose de nuevo, luego los dos se caen de lo alto de la montaña, y vuelven a Springfield sin haber conseguido su objetivo.
Una vez en casa, Apu decide volver al Kwik-E-Mart para "enfrentar su destino". Sin embargo, un asaltante entra en el Kwik-E-Mart, el cual le dispara a James Woods, pero Apu actúa de escudo humano y recibe la bala para protegerlo. En el hospital, Apu le explica a la familia Simpson y a Woods que sobrevivió ya que la bala impactó en otra bala alojada en su cuerpo, producto de un asalto anterior. Agradecido, James Woods le devuelve a Apu su trabajo en el Kwik-E-Mart, mientras toda la familia Simpson lo abraza.